# Campylopus caudatus
Campylopus caudatus là một loài Rêu trong họ Dicranaceae. Loài này được (Müll. Hal.) Mont. mô tả khoa học đầu tiên năm 1858.